# 張烜 (成化進士)
張烜（？—？），字伯彰，福建福州府福清縣人，鹽籍，明朝政治人物。

## 生平
成化十六年（1480年），福建庚子乡试中舉。成化十七年（1481年），聯捷辛丑科進士，十九年任廣東南海知县。

## 家族
曾祖張子仁；祖父張源；父張文第，母王氏。